# Grizel Baillie
Pour les articles homonymes, voir Hume et Baillie.
Grizel Hume Baillie, née Grizel Hume le 25 décembre 1665 au château de Redbraes en Écosse, morte le 6 décembre 1746 à Londres, est une poétesse, compositrice et chroniqueuse écossaise.
Ses grands livres de compte, dans lesquels elle conserve les détails de sa vie familiale pendant plus de 50 ans, fourmillent d'informations sur la vie sociale et l'économie domestique en Écosse au XVIIIe siècle.

## Biographie

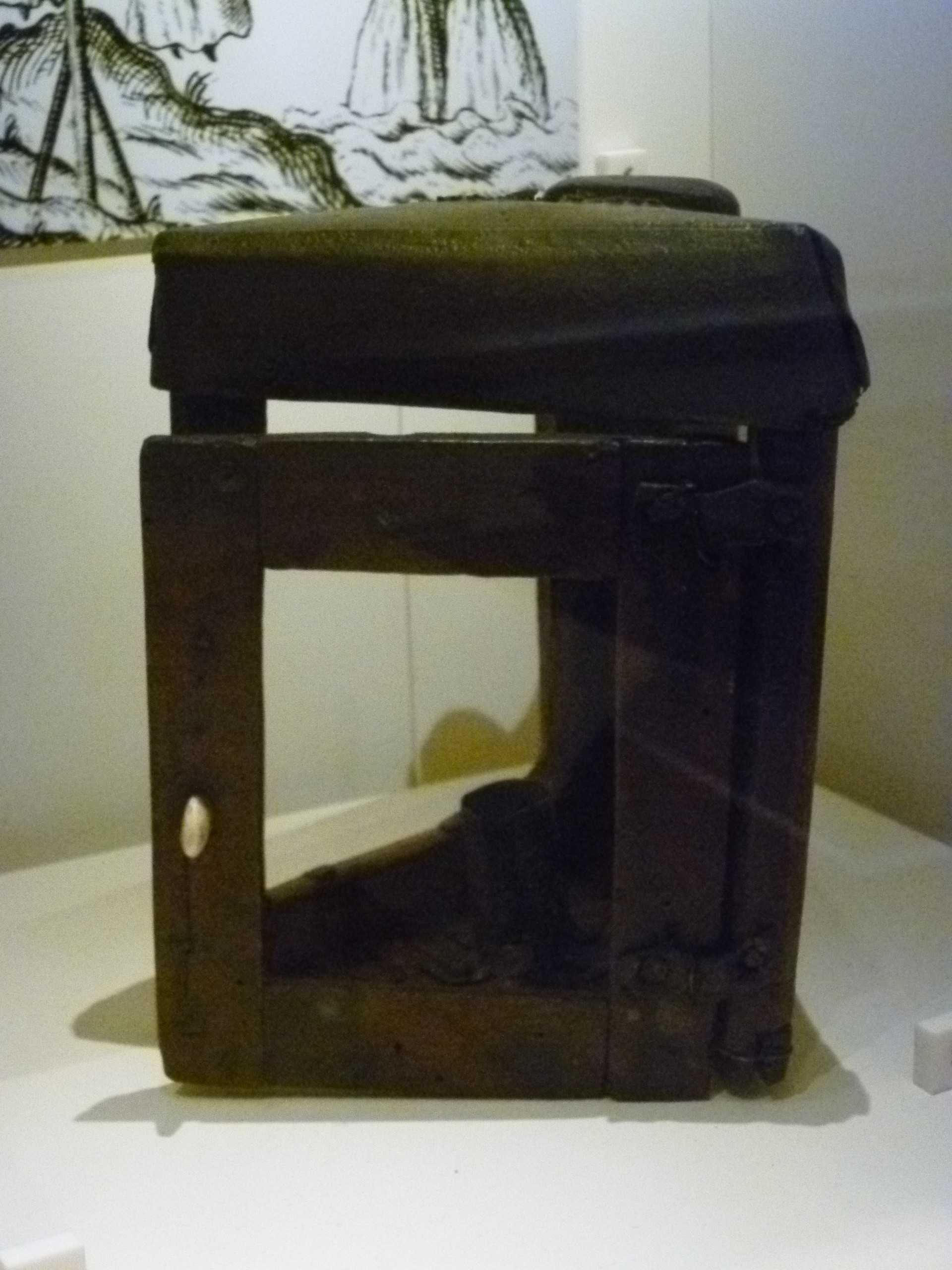
La lanterne qu'elle utilisait adolescente pour visiter son père caché (musée d'Écosse).

Grizel Hume naît au château de Redbraes dans le Berwickshire, en Écosse, le 25 décembre 1665. Elle est la fille aînée de sir Patrick Hume, plus tard comte de Marchmont, et de Grisell Ker,. À douze ans, elle porte des lettres de son père à un conspirateur écossais du Rye House Plot, Robert Baillie de Jerviswood, alors en prison. La sympathie de Patrick Hume pour Robert Baillie le rend suspect et les troupes du roi Jacques II interviennent pour occuper le château de Redbraes. Patrick Hume reste caché pendant un certain temps dans la crypte de l'église de Polwarth, où sa fille lui apporte clandestinement de la nourriture ; mais après avoir appris l'exécution de Robert Baillie en 1684, il s'enfuit aux Provinces-Unies, où sa famille le rejoint peu après. Après la Glorieuse Révolution en 1688-1689, ils retournent en Écosse.
Grizel Hume épouse George Baillie en 1692. Ils se sont rencontrés pour la première fois à l'âge de douze ans et seraient tombé amoureux l'un de l'autre à cette époque. Ce qui est sûr, c'est qu'après son retour en Écosse, Grizel Hume décline l'offre d'être l'une des demoiselles d'honneur de la reine Mary. Elle insiste auprès de ses parents pour épouser George Baillie pour un mariage plus avantageux. Le couple a deux filles : Grizel Baillie (1692-1759), qui épouse l'officier de l'armée britannique Alexander Murray de Stanhope en 1710 ; et Rachel Baillie (1696-1773), qui épouse Charles Lord Binning en 1717, et dont le fils Thomas devient le septième comte de Haddington. Ils ont également un fils mort jeune, Robert (1694-1696).
Grizel Baillie meurt à Londres le 6 décembre 1746. Elle est enterrée à Mellerstain House en Écosse le 25 décembre suivant, jour du quatre-vingt-unième anniversaire de sa naissance.

## Œuvres

### Chansons
Elle écrit des chansons en prose et en vers, dont le manuscrit devient la propriété de sa fille aînée, Grizel Murray de Stanhope. Certaines de ces chansons sont publiées par Allan Ramsay dans Tea-Table Miscellany. La plus célèbre des chansons écossaises de Grizel Baillie, « And wasna my heart light I wad dee », est publiée pour la première fois dans Orpheus Caledonius, ou recueil des meilleures chansons écossaises, de William Thomson (1725).

### Livres de compte
Lady Grizel Baillie tient méticuleusement ses livres de compte de 1692 à 1746. Ils informent sur la vie sociale en Écosse au XVIIIe siècle. Leur rédaction commence vers la fin de la première année de son mariage et se termine juste avant sa mort. Ils comprennent plus d’un millier de pages écrites. En 1911, la Scottish Historical Society publie une édition scientifique de 400 pages des écrits de Lady Grizel Baillie, éditée par Robert Scott-Moncrieff. Cette édition se focalise particulièrement sur les comptes et les chroniques de 1692 à 1718, qui donnent de nombreux détails sur les premières années du mariage des Baillie, la naissance et l'éducation de leurs enfants, ainsi que les mariages de leurs filles. Les historiens utilisent et citent ces livres de compte pour montrer le coût des produits et pour prouver l'apport calorique du personnel au cours de cette période.

## Héritage
Le mariage et la vie familiale de George et Grizel Baillie sont bien documentés par la biographie écrite par leur fille Grizel Murray. Bien qu'elle ne soit pas destinée à la publication, cette biographie paraît dans les Observations sur l'œuvre historique du très honorable Charles James Fox sous le titre « Le récit de Lady Murray » en 1809. La Correspondance de George Baillie (1702-1708) est publiée par Lord Minto pour le Bannatyne Club en 1842.
Grizel Baillie est également célébrée par une poétesse écossaise qui indique être leur parente éloignée,, Joanna Baillie, dans un poème publié pour la première fois dans Metrical Legends of Exalted Characters en 1821.